# Macrocypraea cervus
Macrocypraea cervus is een slakkensoort uit de familie Cypraeidae. De wetenschappelijke naam is gepubliceerd in 1771 door Linnaeus.
De soort behoort tot de grotere kaurisoorten en is ongeveer 19 cm lang. De soort leeft op koralen en rotsen in ondiepe wateren, tot een diepte van 35 meter. Het dier eet algen. 